# 蒙古自由聯盟黨
蒙古自由聯盟黨是一個以主張南蒙古（內蒙古）脫離中國獨立為主要宗旨的保守主義政黨。2006年12月在日本大阪府成立。該黨現任主席為奥勒胡努德·代欽（Olhunud Daichin）。
2006年12月，代欽聯合在日本的蒙古人組建了該黨。該黨經常聯合內蒙古人民黨以及在日的維吾爾人、藏族人以及日本人權活動者在中国驻日大使馆前舉行抗議活動。
2008年4月26日，北京夏季奧林匹克運動會火炬傳遞到日本長野市時，該黨聯合在日藏人、維吾爾人一起舉行抗議活動。

## 外部連結
- 蒙古自由聯盟黨 （页面存档备份，存于）（中文）（日語）（英文）（蒙古文）

1. ↑  蒙古自由联盟党. . www.lupm.org.   [2021-12-27]. （原始内容存档于2022-03-19） （中文）.
2. ↑  蒙古自由联盟党. . www.lupm.org.   [2021-12-27]. （原始内容存档于2022-03-19） （中文）.